# Награда „Оскар Давичо”
Награда „Оскар Давичо” додељивана је у периоду од 1999. до 2003. за дела написана у неком од жанрова које је писао Оскар Давичо. 
Награду у част књижевника Оскара Давича установио је дневни лист Борба. Награду је додељивао жири који је именовао Колегијум наведеног листа, за књигу први пут објављену у прошлој години, која обухвата све жанрове и међужанрове у којима је писао Оскар Давичо. Награда се састојала од повеље и новчаног износа. Уручење награде приређивано је 19. фебруара, на Дан Борбе. 

## Добитници
Награду су добили следећи књижевници:
- 1999 — Мирољуб Тодоровић, за књигу поезије Звездана мистрија.
- 2000 — Драган Јовановић Данилов, за књигу поезије Алкохоли са југа.
- 2001 — Миро Вуксановић, за роман Семољ гора.
- 2002 — Дарко Пејовић, за роман Упоришта.
- 2003 — Вито Марковић, за књигу поезије Ноћи и одсјаји.